# Màu cơ bản
Màu cơ bản là tập hợp các màu có thể kết hợp được với nhau để tạo ra dải màu hữu dụng. Trong các ứng dụng của con người, ba màu cơ bản thường được dùng, dạng màu mà mắt người nhìn thấy được đó là dạng ba màu.
Các màu cơ bản, còn gọi là màu gốc hay màu sơ cấp, của một không gian màu là các màu sắc không thể tạo ra bằng cách trộn các màu khác trong phổ màu của không gian màu đó.Các màu gốc có thể được trộn với nhau để tạo ra mọi màu khác trong không gian màu của chúng. Nếu không gian màu là một không gian véctơ thì các màu gốc tạo nên hệ cơ sở của không gian đó.
Kết hợp các màu cơ bản để tạo ra các màu khác có nhiều cách:
- Pha màu theo phép cộng màu: là phương pháp pha trộn ánh sáng màu phát ra từ nguồn sáng.
- Pha màu theo phép trừ màu: là phương pháp hòa trộn màu trên bảng vẽ.

## Các màu bù của màu cơ bản
Xem thêm bài RGB
Xem thêm bài phối màu phát xạ

Phối màu cộng sử dụng hệ màu RGB

Vì mắt người chỉ nhạy cảm với ba vùng quang phổ (gần tương ứng với vùng màu da cam, xanh lá cây (hay lục) và xanh lam trên quang phổ), nên phối màu phát xạ thường chỉ cần dùng ba nguồn sáng có màu đỏ, xanh lá cây và xanh lam (gọi là màu cơ bản) để tạo ra cảm giác về hầu hết màu sắc.
Hai tia sáng cùng cường độ thuộc hai trong ba màu cơ bản nói trên chồng lên nhau sẽ tạo nên màu bù (hay màu phụ) của ba màu cơ bản:
- Đỏ + Lục = Vàng
- Đỏ + Lam = Tím
- Lam + Lục = Xanh lơ

Ba tia sáng thuộc ba màu cơ bản cùng cường độ chồng lên nhau sẽ tạo nên màu trắng. Thay đổi cường độ sáng của các nguồn sẽ tạo ra đủ gam màu của ba màu cơ bản.
Các sinh vật khác con người có thể cảm thụ được nhiều màu hơn (chim 4 màu cơ bản) hoặc ít màu hơn (bò 2 màu cơ bản) và ở những vùng quang phổ khác (ong cảm nhận được vùng tử ngoại). Phương pháp trên vẫn áp dụng được cho chúng.

## Các màu cơ bản trừ đi
Xem thêm bài CMYK
Xem thêm bài phối màu hấp thụ

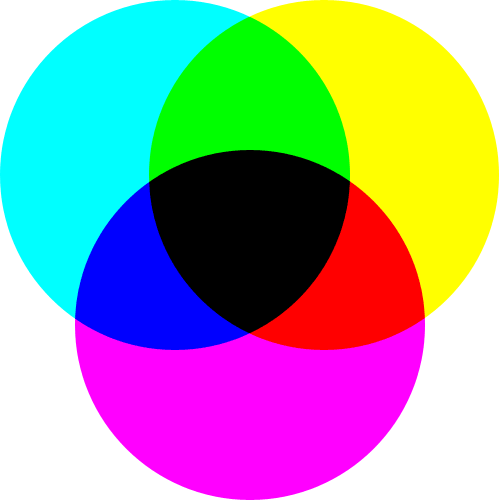
Phối màu hấp thụ trên nền trắng

Trên nền trắng, các màu sắc về lý thuyết có thể được tạo ra bằng việc trộn các ba loại mực xanh lơ, cánh sen và vàng (các màu gốc). Xanh lơ (cánh chả) là màu bù với màu đỏ, nghĩa là chất màu xanh lơ hấp thụ màu đỏ. Số lượng chất màu xanh lơ trong hỗn hợp mực điều chỉnh lượng màu đỏ phản xạ lại mắt. Tương tự, màu cánh sen bù với màu xanh lá cây, và màu vàng bù với màu xanh lam. Điều chỉnh việc trộn các mực này, sẽ tạo nên sự chồng nhau của ánh sáng phản xạ của ba màu đỏ, xanh lá cây và xanh lam và tạo nên nhiều màu sắc (xem phối màu phát xạ).
Phương pháp trộn màu như trên hay gọi là CMY, hoặc "in ba màu". Do các trở ngại kỹ thuật, người ta phải thêm mực màu đen thành hệ màu CMYK, hoặc các màu khác để tăng gam màu.
Lý do mà mực đen được thêm vào CMYK vì việc trộn màu dùng CMY thường không cho ra màu đen thực sự. Việc trộn các mực màu thường không làm hấp thụ hết cả quang phổ. Các mực màu thường được trộn trước để tạo ra dải cầu vồng và mực đen thêm vào để tạo nên độ sáng tối.
CMYK còn gọi là kỹ thuật in bốn màu. Ngoài ra, để tăng thêm gam màu của kỹ thuật CMYK, người ta có thể trộn thêm màu xanh lá cây và da cam, như trong kỹ thuật in sáu màu.
Dùng kính lúp, có thể quan sát phân bố các điểm mực màu trên một tờ báo in màu.

## Các màu cơ bản hội họa

Trộn các màu cơ bản: đỏ vàng và lam

Trong lĩnh vực hội họa, các họa sĩ thường trộn màu theo hệ Đỏ-Vàng-Xanh và họ gọi phương pháp phối màu này là pha màu theo phép trừ màu.
Pha ba màu cơ bản theo phương pháp này, gồm đỏ, vàng và xanh, cho kết quả như sau:
- Đỏ + Vàng = Da cam
- Đỏ + Lam = Tím
- Lam + Vàng = Lục
- Đỏ + Lam + Vàng = Đen (gần giống như thế)

Thực ra cách pha màu này không cho phổ màu rộng. Các màu trộn với nhau có thể làm mất đi sắc độ. Pha càng nhiều màu với nhau thì màu càng xỉn đục, hay còn gọi bằng từ chuyên môn là bị "chết màu".